# Józef Gorajek
Józef Gorajek (ur. 14 marca 1908, zm. 25 marca 1995) – polski duchowny rzymskokatolicki, „Sprawiedliwy wśród Narodów Świata”.

## Życiorys

### Okres przedwojenny
Józef Gorajek skończył szkołę średnią w Dubnie koło Kowla. W czasach szkolnych był towarzyski, wesoły, miał partnerkę. Wstąpił do seminarium w Lublinie. Święcenia kapłańskie otrzymał w 1933 roku. Po nich został wikariuszem w Konopnicy, potem pracował w Kraśniku, jako kapelan 24. pułku ułanów. W 1936 roku przeniesiono go do Nałęczowa, w którym pełnił funkcję prefekta.  

### II wojna światowa
W 1939 r. został zmobilizowany, pełnił funkcję kapelana szpitala polowego w randze kapitana. Jego szpital rozwiązano pod Włodzimierzem, a pod Krasnymstawem dostał się do sowieckiej niewoli, z której udało mu się zbiec czym zapewne uratował swe życie. Następnie Gorajek przenosi się do Wąwolnicy, zaproszony przez proboszcza księdza Ludwika Bernata. Od razu włącza się w ruch oporu. Jest duszpasterzem partyzantów, nosi pseudonim „Stańczyk”. Oprócz posługi kapłańskiej wydaje metryki tym, którzy byli spaleni, z podpisem nieżyjącego już księdza Kryckiego. Wypisywał te dokumenty między innymi Żydom.

### Pomoc Żydom
W 19̈42 r., po ucieczce z getta warszawskiego, trafiła tam również Danuta Winnik wraz z siedmioletnim synem Eugeniuszem. Pomimo jej „aryjskiego” wyglądu i fałszywych dokumentów chłopi podejrzewali Winnik i jej syna o bycie Żydami. Gorajek, który wziął ich pod swoje skrzydła, podjął się ochrzczenia dziecka. Kiedy matka Eugeniusza musiała na jakiś czas opuścić wieś, dzieckiem zaopiekował się Gorajek. To, że oboje przetrwali do wyzwolenia bez zdrady i ataku ze strony miejscowych mieszkańców, było możliwe tylko dzięki władzy religijnej, jaką sprawował wśród miejscowych ks. Gorajek. Narażając życie, by pomóc Winnik i jej synowi, Gorajek kierował się szczerymi pobudkami humanitarnymi i religijnymi.
W 1991 r. ks. Gorajek odwiedził Eugeniusza Winnika w Stanach Zjednoczonych, gdzie ten wyemigrował.
W Muzeum Miasta Wąwolnicy znajdują się pamiątki po Józefie Gorajku.
Jest pochowany w Wąwolnicy (sektorː B), gdzie przez lata pracował jako nauczyciel i pełnił posługę proboszcza.
19 czerwca 1989 r. Instytut Jad Waszem uhonorował Józefa Gorajka medalem „Sprawiedliwy wśród Narodów Świata”.